# Agathidium laevigatum
Agathidium laevigatum är en skalbaggsart som beskrevs av Wilhelm Ferdinand Erichson 1845. Agathidium laevigatum ingår i släktet Agathidium, och familjen mycelbaggar. Arten är reproducerande i Sverige.